# 布瓦格勒尼耶
布瓦格勒尼耶（法語：Bois-Grenier，法語發音：[bwa ɡʁənje]）是法国上法蘭西大區北部省的一个市镇，位于该省中部偏西北，属于里尔区和里尔欧洲都会区。

## 地理
布瓦格勒尼耶（50°38'56"N, 2°52'27"E）面积7.25 平方千米，位于法国上法蘭西大區北部省，该省份为法国最北部的省份及最长的省份，西北濒北海，西接加来海峡省，南至埃纳省和索姆省，东与比利时接壤。
与布瓦格勒尼耶接壤的市镇（或旧市镇、城区）包括：拉沙佩勒-达尔芒蒂耶尔、韦普地区埃讷蒂耶尔、埃尔坎盖姆利斯、勒迈尼勒、弗勒尔拜、韦普地区拉丹盖姆。
布瓦格勒尼耶的时区为UTC+01:00、UTC+02:00（夏令时）。

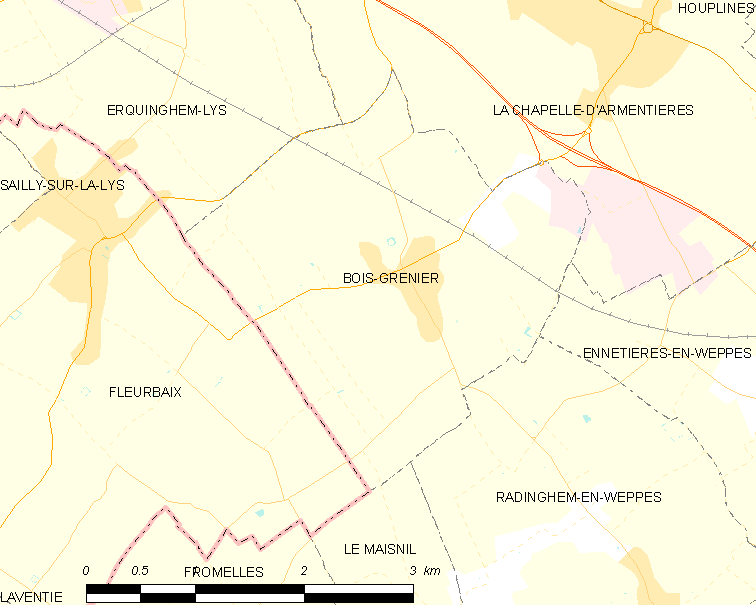
布瓦格勒尼耶的OSM定位图

## 行政
布瓦格勒尼耶的邮政编码为59280，INSEE市镇编码为59088。

## 政治
布瓦格勒尼耶所属的省级选区为阿尔芒蒂耶尔县。

## 人口

1962-2008年间布瓦格勒尼耶人口变化图示

布瓦格勒尼耶于2022年1月1日时的人口数量为1784人。